# Sydamerikanska mästerskapet i fotboll 1919
Sydamerikanska mästerskapet i fotboll 1919 spelades i Rio de Janeiro i Brasilien 11–29 maj 1919.
Brasilien, Argentina, Chile och 1917 års mästare Uruguay deltog.
Efter att både Brasilien- och Uruguay-lagen slutat på lika många poäng i seriens top, vann hemmalaget Brasilien playoffmatchen mot Uruguay med 1–0 och vann titeln. Det var den längsta matchen i tävlingen, då förlängning tillämpades, vilken ovanligt nog bestod av fyra 15-minutersperioder, och inte två 15-minutershalvor, vilket är vanligast idag.

## Tävlingsformat
Inget kvalspel tillämpades. Argentina, Brasilien, Chile och Uruguay deltog. Lagen spelade i en serie där alla mötte alla, där vinst gav två poäng, oavgjort en och förlust noll.

## Matchresultat
| Lag       | S | V | O | F | GM | IM | MS  | P |
| --------- | - | - | - | - | -- | -- | --- | - |
| Brasilien | 3 | 2 | 1 | 0 | 11 | 3  | +8  | 5 |
| Uruguay   | 3 | 2 | 1 | 0 | 7  | 4  | +3  | 5 |
| Argentina | 3 | 1 | 0 | 2 | 7  | 7  | 0   | 2 |
| Chile     | 3 | 0 | 0 | 3 | 1  | 12 | −11 | 0 |

|  | 11 maj 1919 | Brasilien                                                   | 6 – 0   | Chile | Estadio das Laranjeiras                               |                                                       |
|  |             | Arthur Friedenreich 19′, 38′, 76′ Neco 21′, 83′ Haroldo 79′ | (3 – 0) |       | Rio de Janeiro Domare: Juan Pedro Barbera (Argentina) | Rio de Janeiro Domare: Juan Pedro Barbera (Argentina) |
|  |             |                                                             |         |       | Rio de Janeiro Domare: Juan Pedro Barbera (Argentina) | Rio de Janeiro Domare: Juan Pedro Barbera (Argentina) |
|  |             |                                                             |         |       | Rio de Janeiro Domare: Juan Pedro Barbera (Argentina) | Rio de Janeiro Domare: Juan Pedro Barbera (Argentina) |

|  | 13 maj 1919 | Argentina                                     | 2 – 3   | Uruguay                                                    | Estadio das Laranjeiras                      |                                              |
|  |             | Carlos Izaguirre 34′ Manuel Varela 79′ (sjm.) | (1 – 2) | Carlos Scarone 19′ Hector Scarone 23′ Isabelino Gradín 85′ | Rio de Janeiro Domare: Robert Todd (England) | Rio de Janeiro Domare: Robert Todd (England) |
|  |             |                                               |         |                                                            | Rio de Janeiro Domare: Robert Todd (England) | Rio de Janeiro Domare: Robert Todd (England) |
|  |             |                                               |         |                                                            | Rio de Janeiro Domare: Robert Todd (England) | Rio de Janeiro Domare: Robert Todd (England) |

|  | 17 maj 1919 | Uruguay                           | 2 – 0   | Chile | Estadio das Laranjeiras                             |                                                     |
|  |             | Carlos Scarone 31′ José Pérez 43′ | (2 – 0) |       | Rio de Janeiro Domare: Adilton Ponteado (Brasilien) | Rio de Janeiro Domare: Adilton Ponteado (Brasilien) |
|  |             |                                   |         |       | Rio de Janeiro Domare: Adilton Ponteado (Brasilien) | Rio de Janeiro Domare: Adilton Ponteado (Brasilien) |
|  |             |                                   |         |       | Rio de Janeiro Domare: Adilton Ponteado (Brasilien) | Rio de Janeiro Domare: Adilton Ponteado (Brasilien) |

|  | 18 maj 1919 | Brasilien                         | 3 – 1   | Argentina            | Estadio das Laranjeiras                      |                                              |
|  |             | Héitor 22′ Amílcar 57′ Millón 77′ | (1 – 0) | Carlos Izaguirre 65′ | Rio de Janeiro Domare: Robert Todd (England) | Rio de Janeiro Domare: Robert Todd (England) |
|  |             |                                   |         |                      | Rio de Janeiro Domare: Robert Todd (England) | Rio de Janeiro Domare: Robert Todd (England) |
|  |             |                                   |         |                      | Rio de Janeiro Domare: Robert Todd (England) | Rio de Janeiro Domare: Robert Todd (England) |

|  | 22 maj 1919 | Argentina                                        | 4 – 1   | Chile              | Estadio das Laranjeiras                              |                                                      |
|  |             | Edwin Clarcke 10′, 23′, 62′ Carlos Izaguirre 13′ | (3 – 1) | Alfredo France 33′ | Rio de Janeiro Domare: Joaquim de Castro (Brasilien) | Rio de Janeiro Domare: Joaquim de Castro (Brasilien) |
|  |             |                                                  |         |                    | Rio de Janeiro Domare: Joaquim de Castro (Brasilien) | Rio de Janeiro Domare: Joaquim de Castro (Brasilien) |
|  |             |                                                  |         |                    | Rio de Janeiro Domare: Joaquim de Castro (Brasilien) | Rio de Janeiro Domare: Joaquim de Castro (Brasilien) |

|  | 26 maj 1919 | Uruguay                                 | 2 – 2   | Brasilien     | Estadio das Laranjeiras                      |                                              |
|  |             | Isabelino Gradín 13′ Carlos Scarone 17′ | (2 – 1) | Neco 29′, 63′ | Rio de Janeiro Domare: Robert Todd (England) | Rio de Janeiro Domare: Robert Todd (England) |
|  |             |                                         |         |               | Rio de Janeiro Domare: Robert Todd (England) | Rio de Janeiro Domare: Robert Todd (England) |
|  |             |                                         |         |               | Rio de Janeiro Domare: Robert Todd (England) | Rio de Janeiro Domare: Robert Todd (England) |

Playoff
|  | 29 maj 1919 | Brasilien                | 1 – 0 (e.fl.) | Uruguay | Estadio das Laranjeiras                               |                                                       |
|  |             | Arthur Friedenreich 122′ | (0 – 0)       |         | Rio de Janeiro Domare: Juan Pedro Barbera (Argentina) | Rio de Janeiro Domare: Juan Pedro Barbera (Argentina) |
|  |             |                          |               |         | Rio de Janeiro Domare: Juan Pedro Barbera (Argentina) | Rio de Janeiro Domare: Juan Pedro Barbera (Argentina) |
|  |             |                          |               |         | Rio de Janeiro Domare: Juan Pedro Barbera (Argentina) | Rio de Janeiro Domare: Juan Pedro Barbera (Argentina) |

## Statistik

### Målskyttar
4 mål
| - Arthur Friedenreich | - Neco |  |

3 mål
| - Edwin Clarcke | - Carlos Izaguirre | - Carlos Scarone |  |

2 mål
- Isabelino Gradín

1 mål
| - Amílcar - Haroldo | - Héitor - Millon | - Alfredo France - José Pérez | - Héctor Scarone |

Självmål
- Manuel Varela (för Argentina)